# Списки країн і територій
Це список основних списків країн і територій.

## Демографія

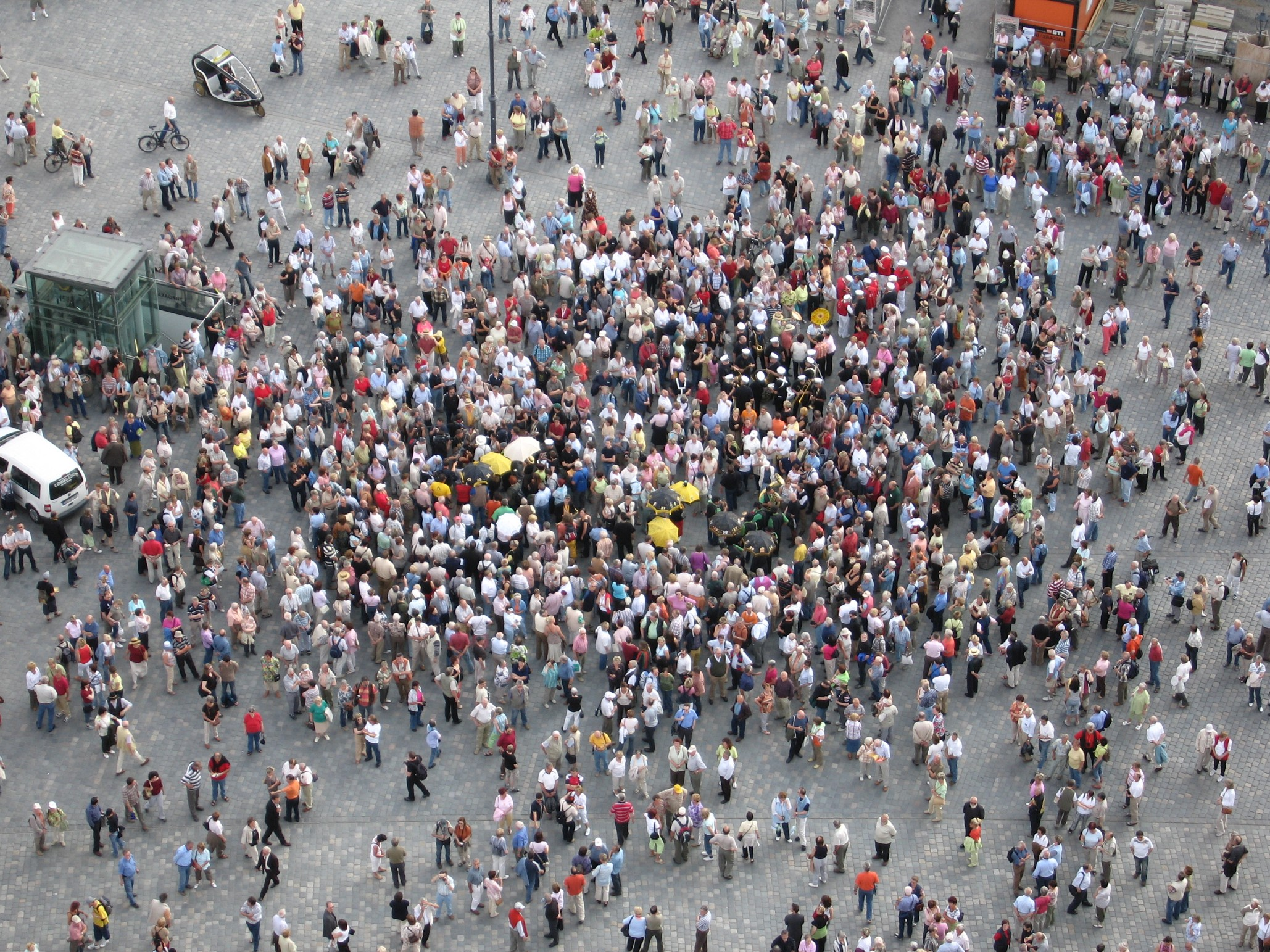
Демографія

- Список країн за рівнем народжуваності
- Список країн за рівнем смертності
- Список країн за коефіцієнтом народжуваності
- Список країн за рівнем умисних убивств
- Список країн за ІЛР
  - Індекс освіти
  - Індекс людського розвитку
- Список країн за рівнем дитячої смертності
- Список країн за очікуваною тривалістю життя
- Список країн за рівнем грамотності
- Індуїзм за країною
- Православ'я за країною
- Список країн за населенням
- Список країн за приростом населення
- Список країн за густотою населення
- Список країн за приростом населення
- Список країн за співвідношенням населення чоловічої та жіночої статі
- Список країн за рівнем самогубств
- Список англомовних країн та регіонів

## Економіка
- Індекс легкості ведення бізнесу
- Список країн по балансу поточних операцій
- Список країн за обсягами експорту
- Список країн за обсягами імпорту
- Список країн за показниками нерівності доходів
- Список країн по числу користувачів широкосмугового Інтернету
- Список країн за кількістю хостів
- Список країн за кількістю користувачів Інтернету
- Список країн за державним боргом
- Список мінімального розміру оплати праці за країною

### Обсяг промислового виробництва
- Список країн за виробництвом цементу
- Список країн за виробництвом автотранспортних засобів
- Список країн за виплавкою сталі

### Сільське господарство
- Список країн за виробництвом яблук
- Список країн за виробництвом риби
- Виробництво помідорів у світі
- Виробництво пшениці у світі
- Список країн за виробництвом вина
- Список країн за використанням землі
- Список країн за площею іригації ґрунтів

## Енвайронменталізм

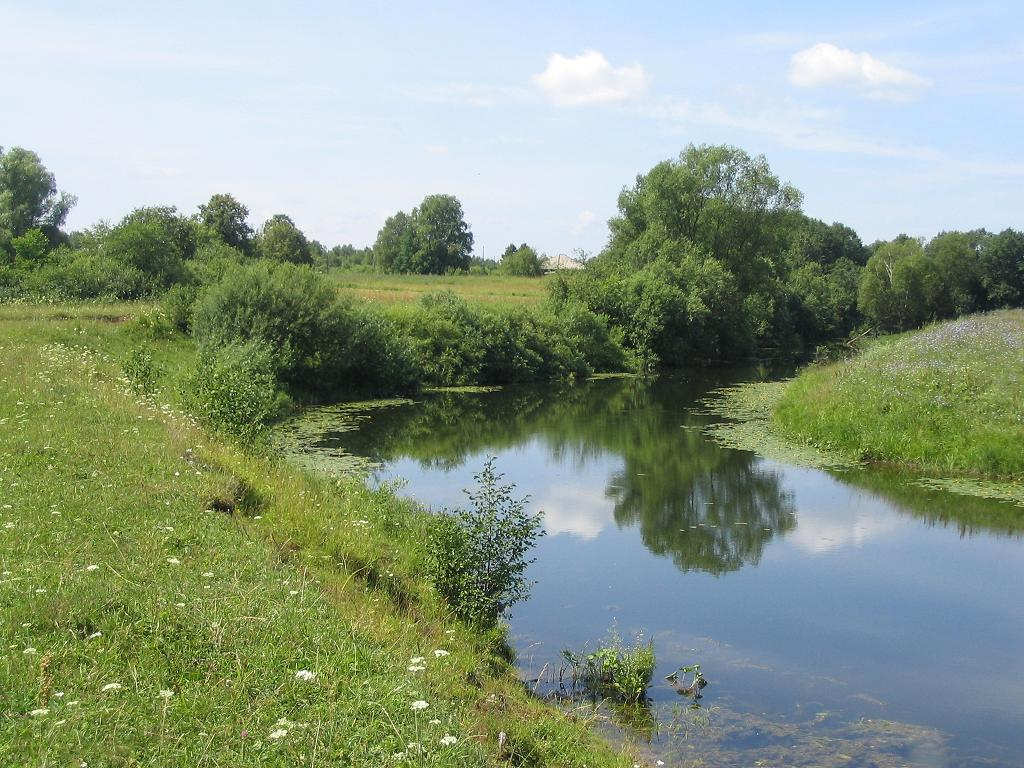
Енвайронменталізм

- Список країн за викидами вуглекислого газу

## Географія
- Список країн за площею
- Список країн за площею лісів
- Виключна економічна зона
- Список острівних країн

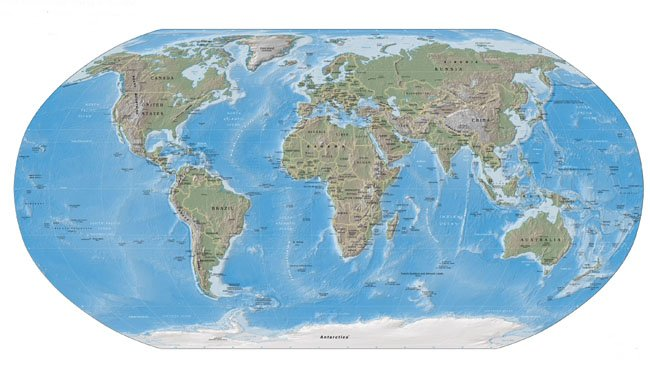
Географія

- Країни, що не мають виходу до моря
- Список країн без річок

## Права людини
- Свобода слова в країнах світу

## Війна
- Світовий показник спокою
- Список країн за військовими витратами
- Список країн за чисельністю збройних сил
- Список країн, які не мають армії
- Список авіанесучих кораблів
- Ядерний клуб

## Назви
- Етимологія назв країн
- Список держав та залежних територій Європи

## Політика
- Список автономістських і незалежницьких рухів
- Список країн за формою правління
- Список чинних голів держав та урядів
- Список територіальних спорів
- Таблиця адміністративних одиниць за країною
- Список країн без політичних партій

## Спорт
- Список кодів ФІФА
- Список кодів МОК

## Національні символи
- Прапори незалежних держав
- Список державних гербів

## Транспорт
- Списки аеропортів за країною
- Список країн за довжиною мережі залізниць

## Різне
- Список країн за споживанням пива на людину
- Побутова електрична мережа
- Лівосторонній рух
- Список країн за виробництвом вина
- Телефонні коди країн
- Список доменів верхнього рівня
- Список країн, де столиця не є найбільшим містом
- Список країн з кількома столицями
- Список часових поясів за країною
- Літній час у світі

## Зовнішні посилання
- Список глобальних індексів розвитку і рейтингу